# Aérodrome de Maripasoula
L'aérodrome de Maripasoula (code IATA : MPY • code OACI : SOOA) est situé à 3,5 km au nord du centre-ville de la commune de Maripasoula, située en Guyane.

## Situation
| \| 50 km1:7 108 000 \| Cayenne Saül Saint-Laurent · du-Maroni Saint-Georges · de-l'Oyapock Maripasoula Grand-Santi Régina Camopi Saint-Élie Ouanary |
| 50 km1:7 108 000 |

## Infrastructures

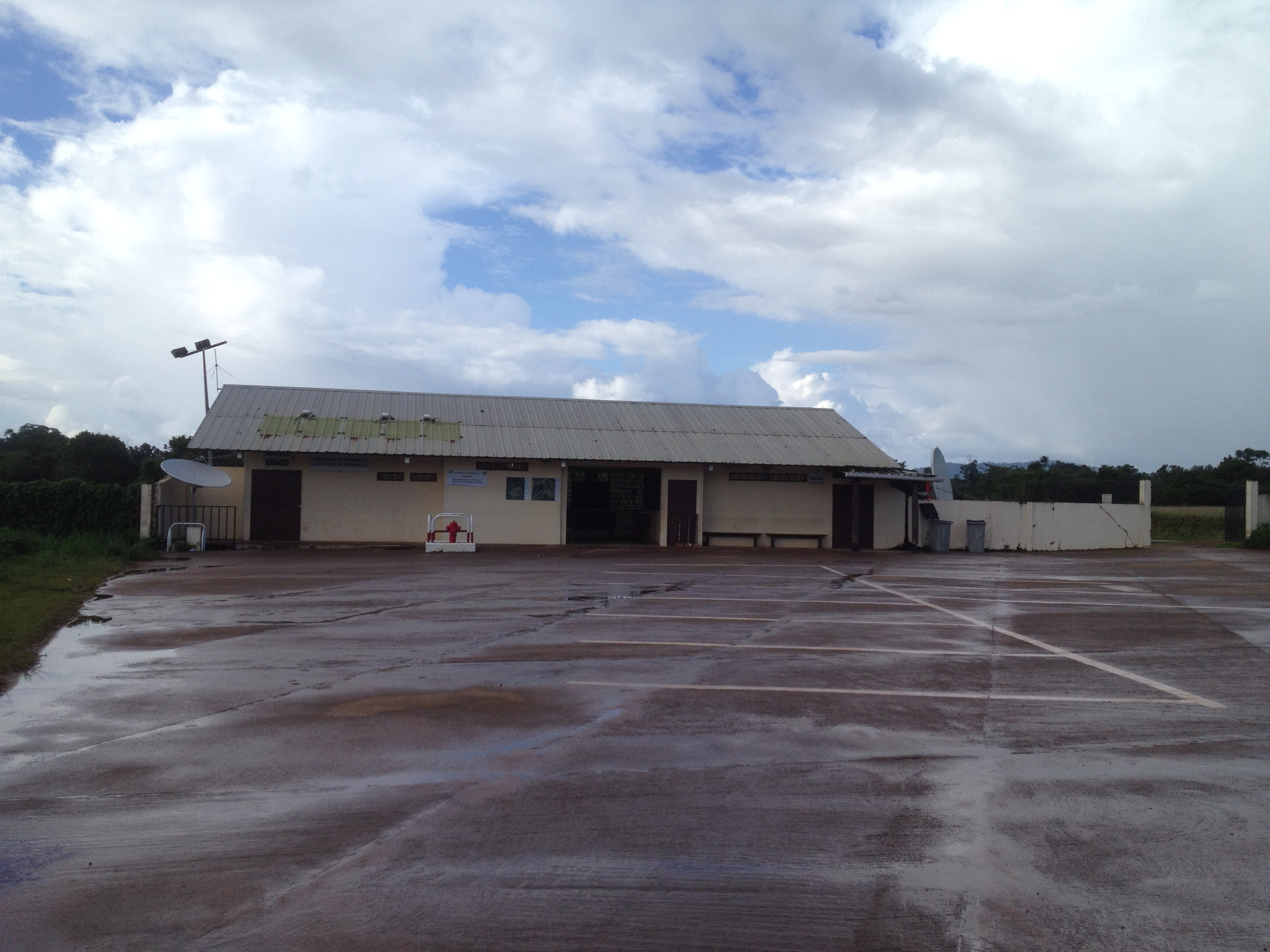
L'aérogare.

L'aérodrome possède une piste unique pour le décollage et pour l'atterrissage mesurant 1 185 m de long.
Le trafic est limité aux aéronefs d'une envergure maximale de 24 m. La piste n'est pas équipée pour des opérations de nuit.  
L'entrée de l'aérogare se trouve au nord du centre ville de Maripasoula, sur la route reliant Maripasoula à la commune de Papaichton. 

## Compagnies et destinations
Air Guyane Express est la seule compagnie à opérer des vols commerciaux sur cet aérodrome. 
Jusqu'à cinq vols quotidiens sont programmés de et vers Cayenne. Des liaisons sont assurées quasi-quotidiennement de et vers Grand Santi, Saint-Laurent du Maroni et Saül. 
| Compagnies         | Destinations                                                 |
| ------------------ | ------------------------------------------------------------ |
| Air Guyane Express | Cayenne-F. Éboué, Grand-Santi, Saint-Laurent du Maroni, Saül |

## Statistiques
Pour des raisons techniques, il est temporairement impossible d'afficher le graphique qui aurait dû être présenté ici.

Voir la requête brute et les sources sur Wikidata.